# Алгабас (Коксуський район)
Алгаба́с (каз. Алғабас) — село у складі Коксуського району Жетисуської області Казахстану. Адміністративний центр Алгабаського сільського округу.
Населення — 1402 особи (2021; 1380 у 2009, 1489 у 1999, 1291 у 1989).